# Olax obtusifolia
Olax obtusifolia là một loài thực vật có hoa trong họ Olacaceae. Loài này được De Wild. mô tả khoa học đầu tiên năm 1903.